# Roy Nissany
Roy Nissany (héberül: רוי ניסני; Tel-Aviv, 1994. november 30. –) izraeli autóversenyző.
Nissanyt az egyik legjobb pódium-képes versenyzők közt tartották számon a World Series Formula 3.5 V8-as bajnokságban. A második izraeli versenyző, s egyúttal a legfiatalabb, aki Formula–1-es versenyautót tesztelt.

## Magánélete
Roy Nissany Tel Aviv-ban, Izraelben született; Európában nőtt fel, jelenleg Herzliya-jában él. 
Kettős állampolgár (izraeli és francia). Édesapja az egykori Minardi F1-es tesztpilóta, Chanoch Nissany.

## Pályafutása

### A kezdetek
Roy Nissany igen korán, ötéves korában kezdett versenyezni, gokarttal. 2004-ben a G-Kart Racing Team-nél versenyzett, ahol az összesített negyedik helyet szerezte meg a FIA Közép-Európai Zóna Trófeáért folytatott versenyben, illetve a magyar Gokart Bajnokságban.
2007-ben az olasz Morsicani Racing Team versenyzőjeként az olasz bajnokságban szerepelt (Italian Open Masters) 13. lett a Téli Kupán Lonatoban. Egy évvel később a Gandolfi Racing Team pilótájaként érte el legjobb gokart eredményét a Pomposában rendezett Mille Dollari versenyen egy 2. helyet. A sikeres európai gokart versenyzést követően, 2010-ben feljebb lépett fel a Formula BMW Junior kategóriába, ahol a Formula Lista Junior versenysorozatban a 8. helyen végzett. Újonc évének fénypontját a Monzában szerzett pole-pozíció jelentette. 2011-ben, még mindig csak 16 éves volt, amikor a Mücke Motorsport csapatánál kezdett vezetni az ADAC Formula Master versenyeken és két év alatt igen szép eredményeket szerzett, beleértve a 3 dobogós helyezést. 2012. augusztus 11-én pályafutása első győzelmét ünnepelhette az ADAC Formel Masters series sorozatban a Red Bull Ring-en.

### Formula–3 Európa-bajnokság
2012-ben Red Bull Ringen aratott győzelme által a Formula–3 Euroseriesben is lehetőséget kapott. 2013-ban a széria helyét átvevő, Formula–3 Európa-bajnokságban szerepelt, amely akkor a géposztály legmagasabb szintje volt. A legjobb eredménye egy 7. helyezés volt Brands Hatch-ben és ezzel a 3. helyet szerezte meg az Újoncok számára kiírt külön bajnokságban. A 2014-es évadban továbbra is a Mücke Motorsport színeiben indult a futamokon. Az egyik legemlékezetesebb versenye a Nürburgring-en zajlott, ahol nagy küzdelemben sikerült a 6. helyen célba érkeznie.

### Formula Renault
2015-ben csatlakozott a Formula Renault 3.5-sorozathoz, mint a Tech 1 Racing versenyzője és mint Aurélien Panis csapattársa. Újonc évében a 9. versenyen már felállhatott a pódiumra, a Red Bull Ring-en.
2016-ban a Team Lotus csapathoz szerződött át. Ezen esztendőben addig pályafutásának egyik legtermékenyebb szezonját teljesítette, 7 alkalommal végzett dobogón, 14-szer pontszerző helyen, 3 futamot nyert (2 Silverstone-ban, 1 Monzában). Pályafutása legjobbját jelentő összetett 4. helyen fejezte be az idényt, a 348 pontból 189 ponttal segítette csapatát, mellyel a 2. helyet szerezte meg a csapat a bajnokságban. Ő volt az egyetlen versenyző az egész bajnoki szezonban, aki dupla-futamot (egymást követő két verseny) tudott nyerni. Utoljára ez a bravúr 2014-ben Carlos Sainz Jr.-nak sikerült a Circuit Paul Ricard versenypályán, Le Castellet-ben. 2017-re aláírt az RP Motorsport csapatához. Az idényben az utóbbi évek egyik legversenyképesebb, kiegyensúlyozott mezőnye küzdött a sorozat elsőségéért. Kiváló formáját igazolva az évben 7 alkalommal végzett dobogón, 1 győzelmet aratott Jerezben, 2 leggyorsabb kör fűződött a nevéhez és csupán kétszer nem szerzett pontot. Egy pozíciót rontva, az 5. helyen jelezték a végelszámolásban 201 világbajnoki egységgel. 2017. november 17-én a sorozat szervezők hivatalosan bejelentették, hogy megszüntetik a bajnokságot, mivel nem állt össze elég konstruktőr az újabb kiíráshoz.

### Formula–2
2018 márciusában, nem sokkal az FIA Formula–2 bajnokság rajtja előtt a Campos Racing bejelentette, hogy Nissanyt igazolták a 2018-as szezonra. Az első 16 fordulót követően pont nélkül állt az a pilóták között. A nyári szünet utáni első hétvégén, Belgiumban a 10. helyen végzett a főfutamon és megszerezte első világbajnoki egységét, azonban az olasz nagydíj után gyenge teljesítményére hivatkozva csapata menesztette és az utolsó két hétvégére már Roberto Merhi helyettesítette.
2019-et kihagyta részben csuklósérülése miatt, de a 2019-es Formula–1 világbajnokság szezon utáni Abu-Dzabi tesztnapján a Williams csapatával tett meg köröket a Yas Marina öbölben.
2020 januárjában kiderült, hogy 2020-ra visszatért a Formula–2-be az olasz Trident istállóval. Július 4-én rögtön az utolsó pontszerző helyen zárt Ausztriában. Augusztus 29-én a Belga hétvége főfutamán nyolcadikként zárt, ami egy pole-pozíciót jelentett számára a sprintversenyre. Itt a negyedik körben csatázott az első helyért Dan Ticktummal, majd összeértek és Nissany a falnak csapódott, amelynek következtében feladni kényszerült a futamot. Az év végi elszámoláson a 19. helyre rangsorolták 5 ponttal.
2021. január 29-én hivatalossá vált, hogy a francia DAMS csapatához igazolt, Marcus Armstrong mellé. Május 22-én a Monacóban tartott első sprintfutamon a 15. körben, többek között Christian Lundgaard kiesése után dobogós 3. helyre jött fel, amit a leintésig tartott és ezzel a legjobb eredményét érte el a bajnokságban. Szeptember 12-én, Monzában a főversenyen eredetileg a 10. pozícióban zárt, de büntetések után nyolcadikként rangsorolták. A versenyzők között 16. lett, ugyanennyi pontot szerezve.
2021. december 14-én bejelentették, hogy 2022-re is szerződést hosszabbított a francia alakulattal.

### Formula–1
2014. október 16-án karrierjének egyik mérföldkövéhez ért, mikor lehetősége nyílt az első Formula–1-es tesztelésére a Sauber 2012-es C31 kódjelű autójával Valenciában.
A 2019-es tesztlehetőség után nem sokkal a Williams hivatalosan bejelentette, hogy 2020-ra ő lesz a csapat egyik tesztpilótája és három pénteki szabadedzésen autóba ülhet. 2020. augusztus 11-én a az istálló bejelentette, hogy az izraeli versenyző részt vesz a 2020-as spanyol nagydíj első szabadedzésén.
2021. január 19-én a Williams bejelentette, hogy a következő szezonban is Nissany látja el a tesztversenyzői feladatokat a csapatnál.

## Eredményei

### Karrier összefoglaló
| Szezon | Bajnokság                   | Csapat            | Verseny     | Győzelem    | Pole        | Leggyorsabb kör | Dobogós helyezés | Pont        | Helyezés    |
| ------ | --------------------------- | ----------------- | ----------- | ----------- | ----------- | --------------- | ---------------- | ----------- | ----------- |
| 2010   | Formula Lista Junior        | Daltec Racing     | 12          | 0           | 1           | 1               | 0                | 43          | 8.          |
| 2011   | ADAC Formel Masters         | Mücke Motorsport  | 24          | 0           | 0           | 0               | 2                | 81          | 11.         |
| 2012   | ADAC Formel Masters         | Mücke Motorsport  | 23          | 1           | 0           | 0               | 1                | 98          | 9.          |
| 2013   | Formula–3 Európa-bajnokság  | Mücke Motorsport  | 30          | 0           | 0           | 0               | 0                | 11          | 22.         |
| 2014   | Formula–3 Európa-bajnokság  | Mücke Motorsport  | 33          | 0           | 0           | 0               | 0                | 26          | 17.         |
| 2015   | Formula Renault 3.5 Series  | Tech 1 Racing     | 17          | 0           | 0           | 0               | 1                | 27          | 13.         |
| 2016   | Formula V8 3.5 Series       | Lotus             | 18          | 3           | 3           | 5               | 7                | 189         | 4.          |
| 2017   | World Series Formula V8 3.5 | RP Motorsport     | 10          | 1           | 0           | 2               | 5                | 201         | 5.          |
| 2018   | Formula–2                   | Campos Racing     | 20          | 0           | 0           | 0               | 0                | 1           | 22.         |
| 2020   | Formula–2                   | Trident           | 24          | 0           | 0           | 0               | 0                | 5           | 19.         |
| 2020   | Formula–1                   | Williams          | Tesztpilóta | Tesztpilóta | Tesztpilóta | Tesztpilóta     | Tesztpilóta      | Tesztpilóta | Tesztpilóta |
| 2021   | Formula–2                   | DAMS              | 23          | 0           | 0           | 1               | 1                | 16          | 16.         |
| 2021   | Formula–1                   | Williams          | Tesztpilóta | Tesztpilóta | Tesztpilóta | Tesztpilóta     | Tesztpilóta      | Tesztpilóta | Tesztpilóta |
| 2021   | Formula–3 Ázsia-bajnokság   | Hitech Grand Prix | 15          | 0           | 0           | 0               | 2                | 99          | 5.          |
| 2022   | Formula–2                   | DAMS              | 26          | 0           | 0           | 0               | 0                | 20          | 19.         |
| 2022   | Formula–1                   | Williams          | Tesztpilóta | Tesztpilóta | Tesztpilóta | Tesztpilóta     | Tesztpilóta      | Tesztpilóta | Tesztpilóta |
| 2023   | Formula–2                   | PHM Racing        | 26          | 0           | 0           | 0               | 0                | 0           | 21.         |

* A szezon jelenleg is zajlik

### Teljes Formula–3 Európa-bajnokság eredménysorozata
(Táblázat értelmezése)

(Félkövér: pole-pozícióból indult; dőlt: leggyorsabb kört futott) 

| Év   | Csapat                      | 1        | 2        | 3        | 4        | 5        | 6        | 7        | 8        | 9        | 10       | 11       | 12       | 13       | 14       | 15       | 16      | 17       | 18       | 19       | 20       | 21       | 22       | 23       | 24       | 25       | 26       | 27       | 28       | 29       | 30       | 31       | 32      | 33       | Helyezés | Pont |
| ---- | --------------------------- | -------- | -------- | -------- | -------- | -------- | -------- | -------- | -------- | -------- | -------- | -------- | -------- | -------- | -------- | -------- | ------- | -------- | -------- | -------- | -------- | -------- | -------- | -------- | -------- | -------- | -------- | -------- | -------- | -------- | -------- | -------- | ------- | -------- | -------- | ---- |
| 2013 | kfzteile24 Mücke Motorsport | MNZ 1 Ki | MNZ 2 17 | MNZ 3 Ki | SIL 1 21 | SIL 2 18 | SIL 3 Ki | HOC 1 24 | HOC 2 16 | HOC 3 Ki | BRH 1 18 | BRH 2 23 | BRH 3 8  | RBR 1 11 | RBR 2 15 | RBR 3 10 | NOR 1 8 | NOR 2 15 | NOR 3 Ki | NÜR 1 17 | NÜR 2 Ki | NÜR 3 18 | ZAN 1 15 | ZAN 2 14 | ZAN 3 12 | VAL 1 22 | VAL 2 13 | VAL 3 17 | HOC 1 18 | HOC 2 15 | HOC 3 15 |          |         |          | 22.      | 11   |
| 2014 | kfzteile24 Mücke Motorsport | SIL 1 20 | SIL 2 22 | SIL 3 16 | HOC 1 Ki | HOC 2 15 | HOC 3 8  | PAU 1 20 | PAU 2 9  | PAU 3 16 | HUN 1 15 | HUN 2 14 | HUN 3 11 | SPA 1 16 | SPA 2 11 | SPA 3 12 | NOR 1 7 | NOR 2 19 | NOR 3 Ki | MSC 1 18 | MSC 2 14 | MSC 3 16 | RBR 1 11 | RBR 2 14 | RBR 3 11 | NÜR 1 15 | NÜR 2 11 | NÜR 3 6  | IMO 1 Ki | IMO 2 21 | IMO 3 12 | HOC 1 11 | HOC 2 7 | HOC 3 13 | 17.      | 26   |

### Teljes Formula V8 3.5 eredménylistája
(Táblázat értelmezése)

(Félkövér: pole-pozícióból indult; dőlt: leggyorsabb kört futott) 

| Év   | Csapat        | 1        | 2        | 3        | 4        | 5        | 6        | 7        | 8        | 9       | 10      | 11       | 12       | 13       | 14      | 15       | 16       | 17       | 18      | Helyezés | Pont |
| ---- | ------------- | -------- | -------- | -------- | -------- | -------- | -------- | -------- | -------- | ------- | ------- | -------- | -------- | -------- | ------- | -------- | -------- | -------- | ------- | -------- | ---- |
| 2015 | Tech 1 Racing | ESP 1 14 | ESP 2 16 | MON 1 12 | BEL 1 14 | BEL 2 Ki | HUN 1 8  | HUN 2 14 | AUT 1 16 | AUT 2 3 | GBR 1 9 | GBR 2 14 | GER 1 Ki | GER 2 18 | FRA 1 8 | FRA 2 12 | JER 1 9  | JER 2 Ki |         | 13.      | 27   |
| 2016 | Lotus GP      | ESP 1 7  | ESP 2 7  | HUN 1 6  | HUN 2    | BEL 1 Ki | BEL 2 Ki | FRA 1 2  | FRA 2    | GBR 1   | GBR 2 1 | AUT 1 6  | AUT 2 13 | ITA 1    | ITA 2 6 | JER 1 8  | JER 2 14 | CAT 1 9  | CAT 2   | 4.       | 189  |
| 2017 | RP Motorsport | GBR 1 Ki | GBR 2 3  | BEL 1 2  | BEL 2 4  | ITA 1 2  | ITA 2    | JER 1    | JER 2 Ki | ESP 1 4 | ESP 2 6 | GER 1 4  | GER 2 5  | MEX 1 9  | MEX 2 8 | USA 1 6  | USA 2 4  | BHR 1 3  | BHR 2 4 | 5.       | 201  |

### Teljes FIA Formula–2-es eredménysorozata
(Táblázat értelmezése)

(Félkövér: pole-pozícióból indult; dőlt: leggyorsabb kört futott) 

| Év   | Csapat        | 1           | 2           | 3           | 4           | 5          | 6          | 7           | 8           | 9           | 10          | 11          | 12         | 13         | 14         | 15         | 16         | 17         | 18         | 19         | 20         | 21          | 22         | 23          | 24          | 25         | 26         | 27        | 28         | Helyezés | Pont |
| ---- | ------------- | ----------- | ----------- | ----------- | ----------- | ---------- | ---------- | ----------- | ----------- | ----------- | ----------- | ----------- | ---------- | ---------- | ---------- | ---------- | ---------- | ---------- | ---------- | ---------- | ---------- | ----------- | ---------- | ----------- | ----------- | ---------- | ---------- | --------- | ---------- | -------- | ---- |
| 2018 | Campos Racing | BHR FEA 16  | BHR SPR 15  | AZE FEA Ki  | AZE SPR Ki  | ESP FEA 12 | ESP SPR 14 | MON FEA 12  | MON SPR Ki  | FRA FEA 15  | FRA SPR 10  | AUT FEA Ki  | AUT SPR 17 | GBR FEA 15 | GBR SPR 15 | HUN FEA 15 | HUN SPR 15 | BEL FEA 10 | BEL SPR 14 | ITA FEA 16 | ITA SPR 15 | RUS FEA     | RUS SPR    | UAE FEA     | UAE FEA     |            |            |           |            | 22.      | 1    |
| 2020 | Trident       | AUT1 FEA 10 | AUT1 SPR 12 | AUT2 FEA 15 | AUT2 SPR 18 | HUN FEA Ki | HUN SPR 17 | GBR1 FEA Ki | GBR1 SPR 16 | GBR2 FEA 18 | GBR2 SPR 15 | ESP FEA Ki  | ESP SPR 12 | BEL FEA 8  | BEL SPR Ki | ITA FEA 19 | ITA SPR 10 | MUG FEA 15 | MUG SPR 10 | RUS FEA Ki | RUS SPR 19 | BHR1 FEA 15 | BHR1 SPR 9 | BHR2 FEA 20 | BHR2 SPR 15 |            |            |           |            | 19.      | 5    |
| 2021 | DAMS          | BHR SP1 12  | BHR SP2 15  | BHR FEA Ki  | MON SP1 3   | MON SP2 Ki | MON FEA 9  | AZE SP1 16  | AZE SP2 16  | AZE FEA 16  | GBR SP1 Ki  | GBR SP2 12  | GBR FEA 16 | ITA SP1 Ki | ITA SP2 18 | ITA FEA 8  | RUS SP1 16 | RUS SP2 T  | RUS FEA 15 | KSA SP1 13 | KSA SP2 11 | KSA FEA 15  | UAE SP1 14 | UAE SP2 17  | UAE FEA 13  |            |            |           |            | 16.      | 16   |
| 2022 | DAMS          | BHR SPR 12  | BHR FEA 8   | KSA SPR 9   | KSA FEA 8   | IMO SPR 4  | IMO FEA Ki | ESP SPR 15  | ESP FEA 10  | MON SPR 9   | MON FEA Ki  | AZE SPR 10  | AZE FEA Ki | GBR SPR 14 | GBR FEA Ki | AUT SPR 13 | AUT FEA 9  | FRA SPR 16 | FRA FEA 9  | HUN SPR 19 | HUN FEA 16 | BEL SPR 11  | BEL FEA 19 | NED SPR 15  | NED FEA 16  | ITA SPR EX | ITA FEA EX | UAE SPR 8 | UAE FEA 10 | 19.      | 20   |
| 2023 | PHM Racing    | BHR SPR 18  | BHR FEA 11  | KSA SPR 10  | KSA FEA 11  | AUS SPR 9  | AUS FEA Ki | AZE SPR Ki  | AZE FEA 18  | MON SPR Ki  | MON FEA 15  | ESP SPR 20† | ESP FEA 18 | AUT SPR 10 | AUT FEA 16 | GBR SPR 9  | GBR FEA 17 | HUN SPR 17 | HUN FEA 15 | BEL SPR 13 | BEL FEA 12 | NED SPR 17  | NED FEA 12 | ITA SPR Ki  | ITA FEA 15  | UAE SPR 14 | UAE FEA 11 |           |            | 21.      | 0    |

† A versenyt nem fejezte be, de helyezését értékelték, mert a versenytáv több, mint 90%-át teljesítette.

### Teljes Formula–1-es eredménysorozata
(Táblázat értelmezése)

(Félkövér: pole-pozícióból indult; dőlt: leggyorsabb kört futott) 

| Év   | Csapat   | 1   | 2   | 3   | 4      | 5   | 6      | 7      | 8      | 9      | 10  | 11  | 12  | 13  | 14  | 15     | 16  | 17  | 18  | 19  | 20  | 21  | 22  | Helyezés | Pont |
| ---- | -------- | --- | --- | --- | ------ | --- | ------ | ------ | ------ | ------ | --- | --- | --- | --- | --- | ------ | --- | --- | --- | --- | --- | --- | --- | -------- | ---- |
| 2020 | Williams | AUT | STY | HUN | GBR    | 70  | ESP Tp | BEL    | ITA Tp | TOS    | RUS | EIF | POR | EMI | TUR | BHR Tp | SAK | UAE |     |     |     |     |     | —        | —    |
| 2021 | Williams | BHR | EMI | POR | ESP Tp | MON | AZE    | FRA Tp | STY    | AUT Tp | GBR | HUN | BEL | NED | ITA | RUS    | TUR | USA | MEX | BRA | QAT | SAU | UAE | —        | —    |

## Fordítás
Ez a szócikk részben vagy egészben  a   Roy Nissany című angol Wikipédia-szócikk ezen változatának fordításán alapul.  Az eredeti cikk szerkesztőit annak laptörténete sorolja fel. Ez a jelzés csupán a megfogalmazás eredetét és a szerzői jogokat jelzi, nem szolgál a cikkben szereplő információk forrásmegjelöléseként.